# بليك سلون
بليك سلون (بالإنجليزية: Blake Sloan)‏ هو لاعب هوكي الجليد أمريكي، ولد في 27 يوليو 1975 في بارك ريدج في الولايات المتحدة.

## وصلات خارجية
- بليك سلون على موقع دوري الهوكي الوطني (الإنجليزية)
- بليك سلون على موقع EliteProspects.com (الإنجليزية)
- بليك سلون على موقع Eurohockey.com (الإنجليزية)
- بليك سلون على موقع HockeyDB.com (الإنجليزية)
- بليك سلون على موقع Hockey-Reference.com (الإنجليزية)